# Peter Polterauer
Peter Polterauer (* 19. Januar 1945 in Wien) ist ein österreichischer Mediziner und ordentlicher Universitätsprofessor an der Medizinischen Universität Wien. Er ist Gefäßchirurg und war Leiter der klinischen Abteilung für Gefäßchirurgie in der Universitätsklinik für Chirurgie am Allgemeinen Krankenhaus Wien. Ihm folgte Ihor Huk.

## Leben
Polterauer studierte von 1963 bis 1969 Medizin an der Universität Wien und an der Universität Paris. 1976 wurde er Facharzt für Chirurgie, 1983 Additivfacharzt für Gefäßchirurgie. Von 1978 bis 1979 war er an der Vanderbilt University tätig.
1981 wurde ihm die Lehrbefugnis verliehen und er wurde zum Universitätsdozenten für Chirurgie ernannt, 1987 wurde ihm der Berufstitel außerordentlicher Universitätsprofessor verliehen. 1993 wurde er Ordinarius für Gefäßchirurgie und Leiter der Klinischen Abteilung für Gefäßchirurgie an der Universität Wien, AKH. Von 1998 bis 2005 war er Direktor des Ludwig Boltzmann-Institut für Interdisziplinäre klinische Gefäßmedizinforschung.
Polterauers klinische Schwerpunkte sind die Therapie von Aortenaneurysmata, die Chirurgie der Arteria carotis communis, die Therapie der peripheren arteriellen Verschlusskrankheit und von Varizen.